# Condado de Cedar (Iowa)
O Condado de Cedar é um dos 99 condados do estado norte-americano de Iowa. A sede do condado é Tipton, que é também a sua maior cidade. O condado tem uma área de 1507 km² (dos quais 6 km² estão cobertos por água), uma população de 18 187 habitantes, e uma densidade populacional de 12 hab/km² (segundo o censo nacional de 2000). O condado foi fundado em 1837 e recebeu o seu nome a partir do rio Cedar.